# Wade Ward
Wade Ward (1892-1971) est un musicien américain de old-time music spécialisé dans le banjo et le fiddle.
Il est connu pour utiliser sa technique clawhammer au banjo. Il a remporté à plusieurs reprises la Old Time Fiddler's Convention, à Galax. Parmi ses instruments, le plus notable reste sa Gibson RB-11 5-cordes banjo, aujourd'hui exposé à la Smithsonian Institution.

## Biographie
Benjamin Wade Ward, est né le 15 octobre 1892 à Independence, Virginie. Il commença ses représentations en public en 1919, à l'âge de 26 ans. Son premier groupe, le "Buck Mountain Band", comptait Van Edwards au fiddle et Earl, le fils de Van, à la guitare. En 1925, Ward enregistre quatre chansons en solo pour le label Okeh à Asheville, Caroline du Nord. En octobre 1929, lui et son groupe enregistrent quatre titres pour Okeh à Richmond, Virginie, deux d'entre eux ne seront pas édités. Au début des années 1930, Ward rejoint un groupe appelé "Ballard Creek Bogtrotters", créé par son grand frère Crockett, de vingt ans son ainé. Ward joue du banjo, Crockett et son voisin Alec "Uncle Eck" Dunford jouent du fiddle, Fields, le fils de Crockett, joue de la guitare et chante, et le docteur de famille, W. P. Davis manage le groupe et les accompagne à l'occasion à l'autoharp. Le folkloriste John Lomax découvrit le groupe en 1937 à la Galax Fiddlers' Convention et les fit enregistrer pour la Bibliothèque du Congrès. Le fils de John, Alan Lomax fit enregistrer Wade en 1939, 1941, et en 1959 ; près de 200 enregistrements de Ward sont ainsi archivés à la Bibliothèque du Congrès. D'autres folkloristes dont Mike Seeger et Peter Hoover firent des enregistrements supplémentaires dans les années 1950 et 1960. Les Bogtrotters firent une apparition dans plusieurs festivals des années 1940 et 1950.
En dépit de ses talents musicaux, Ward mena une vie de fermier. Il mourut en 1971, à Independence et fut enterré au cimetière de l'église primitive Baptist, à quelques kilomètres de sa ville natale.

## Discographie
| Année | Titre                                                                           | Label                       | Numéro  | Notes                     |
| ----- | ------------------------------------------------------------------------------- | --------------------------- | ------- | ------------------------- |
| 1929  | "Don't Let the Blues Get You Down" / "Yodeling Blues"                           | Okeh                        | 45428   | 78 tours                  |
| 1962  | Music of Roscoe Holcomb and Wade Ward                                           | Smithsonian Folkways        | F-2363  |                           |
| 1968  | Fields and Wade Ward: Country Music                                             | Biograph                    | RC-6002 |                           |
| 1968  | The Original Bog Trotters                                                       | Biograph                    | RC-6003 |                           |
| 1972  | Uncle Wade - A Memorial To Wade Ward: Old Time Virginia Banjo Picker, 1892-1971 | Smithsonian Folkways        | F-2380  |                           |
| 2004  | Uncle Charlie Higgins, Wade Ward & Dale Poe                                     | Field Recorders' Collective | FRC-501 | enregistré vers 1959      |
| 2007  | Wade Ward: Banjo & Fiddle                                                       | Field Recorders' Collective | FRC-507 | enregistré vers 1959-1961 |

D'autres enregistrements de Wade Ward furent édités sur des albums compilation de Smithsonian Folkways, Biograph, Rounder, County et d'autres labels.